# Backstreet Boys: Live in Concert
Backstreet Boys: Live in Concert é um VHS de um show ao vivo do grupo em 1997 em Festhalle Frankfurt na Alemanha. O grupo ainda em seu começo de carreira canta todos os seus hits da época nesse show de sua primeira grande turnê pela Europa.

## Faixas
| VHS            |                                      |            |  |
| N.º            | Título                               | Duração    |  |
| 1.             | "Let's Have A Party"                 |            |  |
| 2.             | "End Of The Road"                    |            |  |
| 3.             | "Just To Be Close To You"            |            |  |
| 4.             | "I'll Never Break Your Heart"        |            |  |
| 5.             | "Ain't Nobody" (Instrumental)        |            |  |
| 6.             | "I Wanna Be With You"                |            |  |
| 7.             | "Anywhere For You"                   |            |  |
| 8.             | "Darlin'"                            |            |  |
| 9.             | "10,000 Promises"                    |            |  |
| 10.            | "Boys Will Be Boys"                  |            |  |
| 11.            | "Get Down (You're The One For Me)"   |            |  |
| 12.            | "Quit Playing Games (With My Heart)" |            |  |
| Duração total: | Duração total:                       | 66 minutos |  |